# Christian Marth (Pastor)

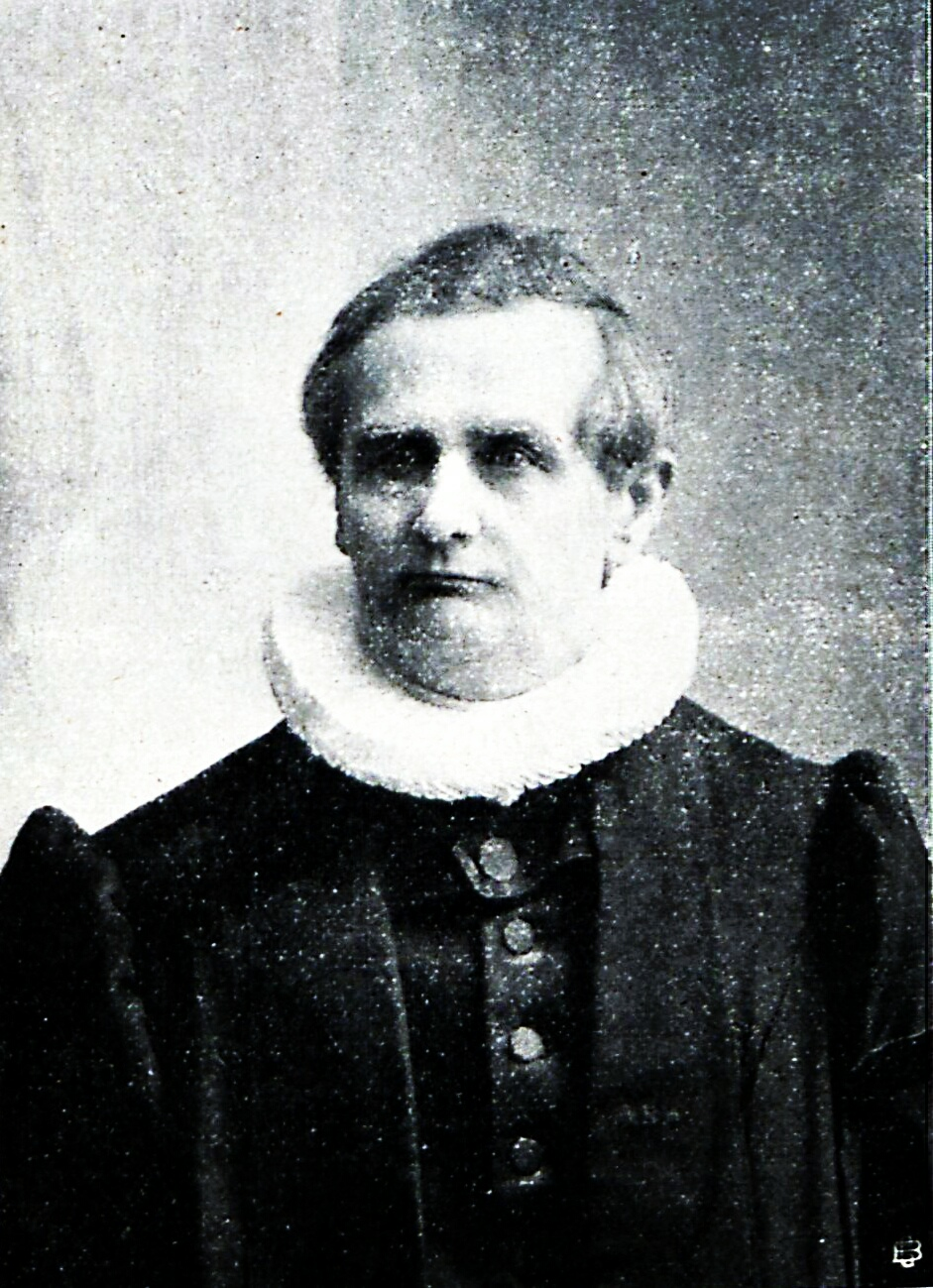
Hauptpastor Marth

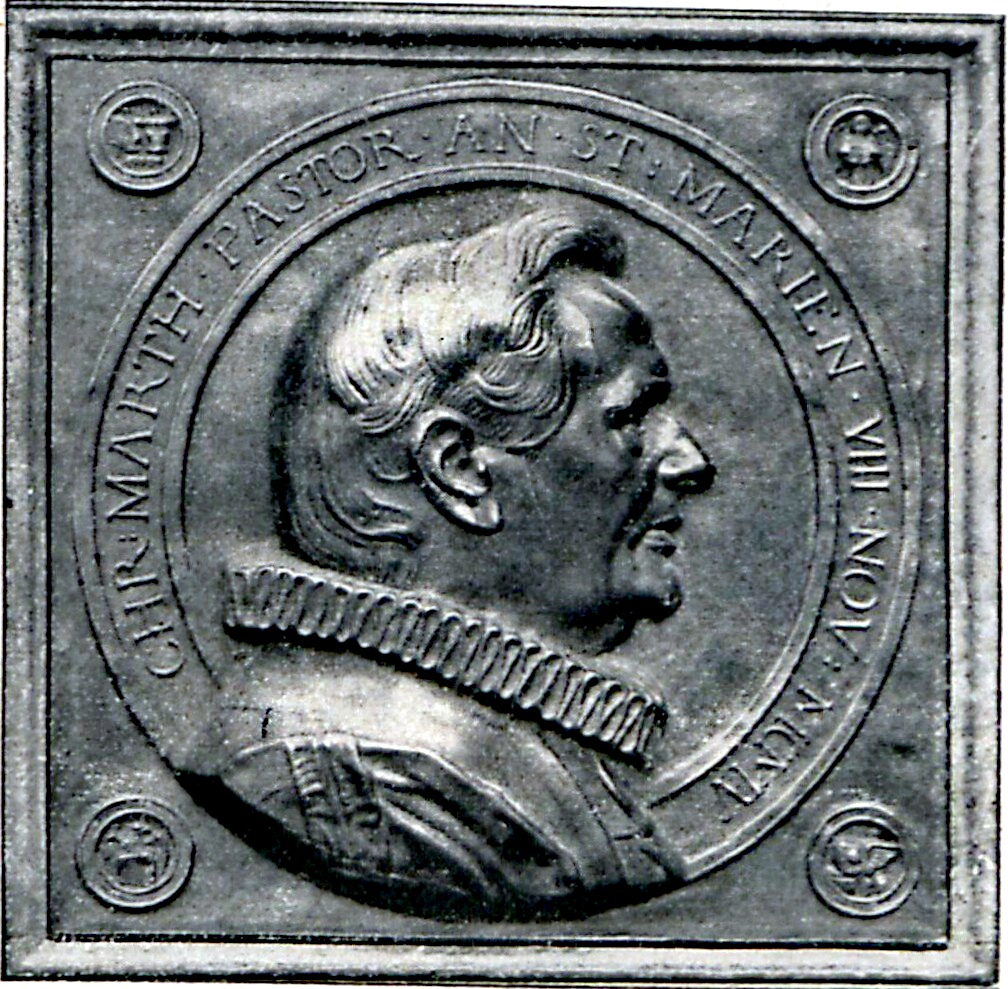
Relief zum 25. Amtsjubiläum

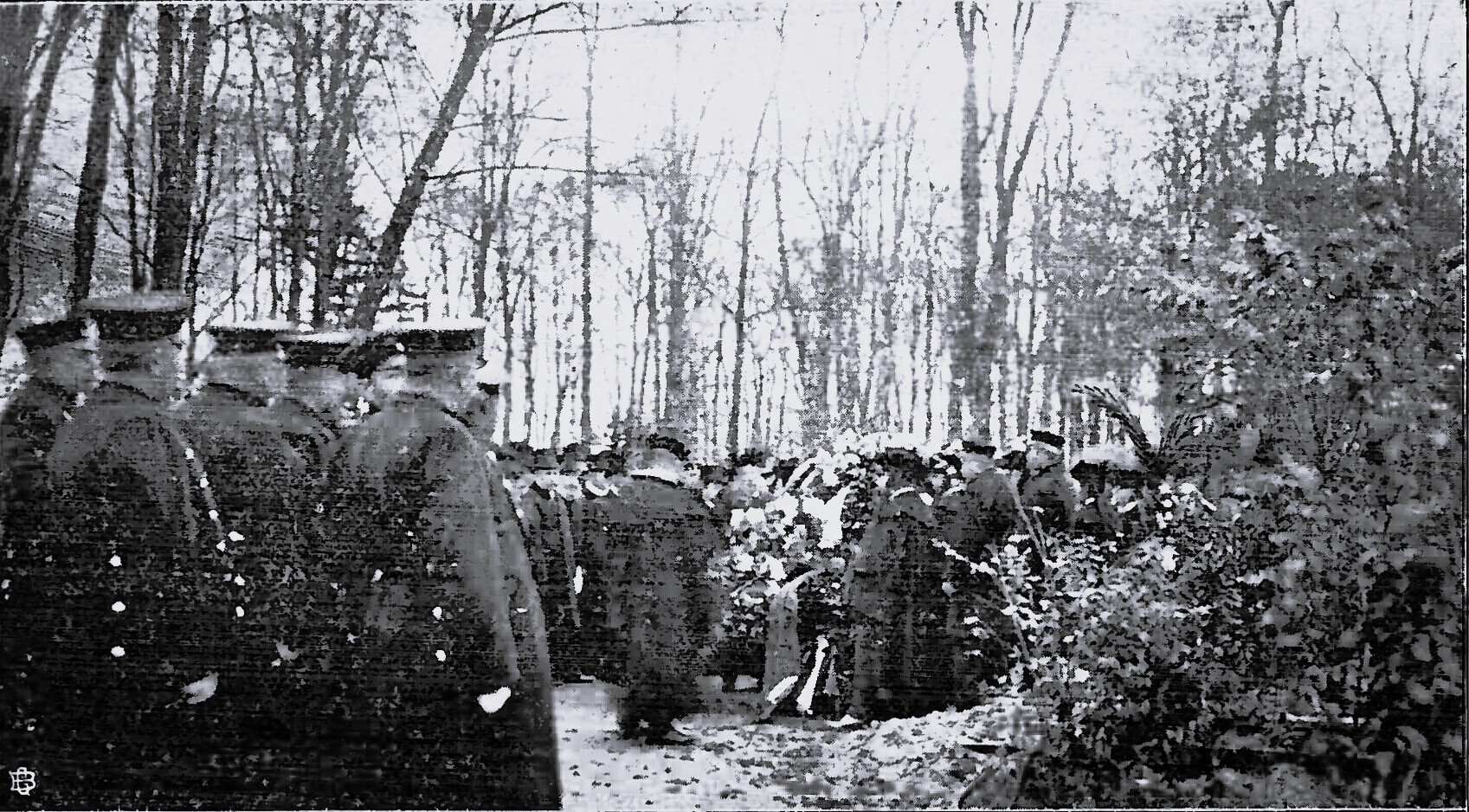
Der Sarg Walther Brechts wird in die Erde gesenkt

Christian Friedrich Marth (* 8. Oktober 1840 in Neustadt in Holstein; † 21. Februar 1914 in Lübeck) war ein deutscher evangelisch-lutherischer Geistlicher und Hauptpastor an St. Marien in Lübeck.

## Leben
Marth wurde als Sohn eines Lehrers geboren. Nach seinem Studium der Theologie wurde Marth Pastor an St. Michaelis in Lütjenburg.
Als Ludwig Trummer zum Hauptpastor der Gemeinde von St. Petri in Lübeck berufen worden war, wurde Marth im September 1880 zum dritten Geistlichen der St.-Marien-Gemeinde.
Als Nachfolger für den am 1. Januar 1891 in Pension gehenden Hauptpastor von St. Jakobi, Gustav Hofmeier, schlug dessen Vorstand die Pastoren Lindenberg (Nusse), Marth und Bernhard (St. Lorenz) vor. Am 20. November wurde von diesen Lindenberg erwählt.
Zu seinem 25. Amtsjubiläum am 5. November 1905 ließ seine Gemeinde von Fritz Behn ein Relief Marths aus Erz anfertigen und hängte es zum Zeichen für deren große Wertschätzung im Mittelschiff der Marienkirche auf.
Nachdem der Senior Hauptpastor Leopold Friedrich Ranke in Pension gegangen war, wurde Marth am 17. Oktober 1909 zum Hauptpastor berufen.  Als solcher beerdigte er am 16. November 1909 den aus Arosa kommenden Sarg von Walther Brecht, Direktor der Lübeck-Büchener Eisenbahngesellschaft, und segnete er 1911 den aus Berlin kommenden Leichnam des dort verstorbenen Architekten Karl von Großheim ein, bevor er seine Urne nach der erfolgten Einäscherung auf dem Burgtorfriedhof beisetzte.
Marth gehörte der Oberschulbehörde an und wurde mehrmals dort bestätigt. Zudem war er Vorstandsmitglied des Vaterländischen Frauenvereins vom Roten Kreuz.
Seine freie Zeit gehörte, wie es sein zwei Jahre vor dem Tod erschienenes Buch zeigt, dem Studium der Philosophie. Bekannt war er für seine alljährlich im Großen Saal der Gesellschaft zur Beförderung gemeinnütziger Tätigkeit gehaltenen populär-philosophischen Vorträge.
Nachdem Marth sich einige Tage zuvor einer Blinddarmoperation unterzogen hatte, fühlte er sich soweit gestärkt, dass er seine Amtsgeschäfte am folgenden Montag mit dem Unterricht der Konfirmanden wieder aufzunehmen gedachte. Er ließ sich vom Krankenhaus zu seiner Wohnung fahren. Auf der Schwelle zu seiner mit Blumen geschmückten Wohnung verlor er aufgrund eines Schwächeanfalls sein Bewusstsein und verstarb kurz darauf an Herzlähmung.
Marth hatte eine Tochter.

## Werke
- Die Wissenschaft der wahren Menschheit; H. G. Rathgens, Lübeck 1911

## Verweise